# 태풍 개미 (2024년)
태풍 개미 또는 필리핀에서 알려진 이름 슈퍼태풍 카리나(Super Typhoon Carina)는 2024년 7월 말 대만과 필리핀에 심각한 영향을 끼친 후 중국 동부에 영향을 끼친 활동적인 열대성 저기압이다. 개미는 세 번째 폭풍우이자 2024시즌 태풍 중 두 번째 폭풍이다. 7월 19일, 팔라우 부근에서 열대성 폭풍으로 시작된 개미는 필리핀 해의 유리한 조건으로 인해 계속해서 강도가 높아졌다. 
필리핀 대기지구물리천문청(PAGASA)는 결국 필리핀 책임 영역(PAR) 내에 있는 동안 태풍을 카리나로 명명하게 된다. 7월 20일 태풍 카리나는 열대폭풍으로 격상되었고 일본 기상청(JMA)은 이를 개미(Gaemi)라는 이름으로 지정했다. 북서쪽으로 이동하면서 개미는 태풍 상태에 접어들면서 구름 꼭대기를 정리하기 시작했다. 지난 7월 23일 개미는 안벽교체주기를 거치면서 4등급 태풍으로 급격히 강화됐다. 개미는 7월 24일 대만 이란(Yilan)과 화롄(Hualien)에 상륙하기 전 해안 상공에 정체 중이던 중 고급형 3급 태풍으로 약간 약화되었다.
남서 몬순과 열대성 폭풍 프라피룬과 함께 루손 남부와 북부에 폭우가 보고되어 이 지역 여러 지역에 광범위한 돌발 홍수가 발생했다. 태풍으로 최소 43명이 사망했다. (사망자는 필리핀인 34명, 대만인 9명이다.)

## 피해
개미는 필리핀에 상륙하지 않았지만 개미에 의한 수증기가 남쪽으로 이동하는 바람에 필리핀에 매우 큰 피해를 가져왔다.7월 22일, 개미에 의한 수증기가 필리핀에 접근해 폭우와 강풍을 일으키기 시작하자 PAGASA은 필리핀 일부 지역들에 강풍 경보 1호를 발령했다. PAGASA는 피해 지역의 풍속이 61km/h에 도달할 것으로 예상했다. 7월 23일 오전, 개미의 일부가 필리핀에 접근해 영향을 미치기 시작하자 PAGASA는 필리핀 북부 지방을 경보 2호로 격상시켰으며, 마닐라를 포함해 루손 섬에서는 강풍에 모든 학교가 휴교했다. 또한 니노이 아키노 국제공항의 여러 항공편은 취소되었고 일부 선박의 운행이 중단되었다. 재난위험 감소 및 관리실(PDRRMO)는 적색 경보를 발령했으며, 보급품들을 채비한 채로 비상 인력이 배치되었다.
7월 26일부로 모든 특보가 해제되었지만 피해가 매우 심각했기에 현재까지도 완전히 사상자 집계가 되지 않았다. 현재까지 집계된 바로는 34명이 사망하고 60만명 이상의 이재민이 발생했다. 개미의 영향으로 대만 중부와 남부 지역의 일일 누적 강우량이 최소 600mm에 달했으며, 가오슝 마오린구에선 일일 누적 강우량 1,000mm를 아득히 초월한 1,343.5mm에 달해 작년의 폭우가 세운 기록을 완전히 갈아치웠다. 아리산 철도 회사는 23일부터 모든 철도 노선을 운행 중단시켰으며, 대만철도공사도 24일 오후부터 모든 철도 노선을 운행 중단하고 부분적으로 운행을 재개할 것이라고 발표했다. 또한 탄자니아 화물선 ‘푸순’이 가오슝항 앞바다에서 침몰했으며, 미얀마 출신 선원 9명이 구조를 시도하였으나 1명만이 구출되었다. 인도네시아 화물선 '일리아나' 또한 늦은 밤 핑둥 해변에서 좌초되었으며, 현재 대만 해상에서 화물선 10척이 좌초됐고 1척이 침몰했다.농산물 및 민간시설의 손실액은 한화 497억 2510만 원으로 추정되며, 대만 전역에서 총 449편의 항공편이 취소되었다.이번 태풍으로 대만에서는 사망자 11명, 부상 895명, 실종자 5명이 발생했다.

## 같이 보기
- 2024년 압록강 홍수